# Turkmengala
Turkmengala (en turcomano: Türkmengala; en ruso: Туркменгала), conocida hasta 1993 como Turkmen-Kala (en ruso: Туркмен-Кала), es una ciudad de Turkmenistán, capital del distrito de Turkmengala en la provincia de Mari. 

## Toponimia
El nombre significa "fortaleza turcomana". Atanyyazow sugiere que el asentamiento recibió este nombre en el siglo XVII o XVIII debido a las numerosas batallas entre las tribus turcomanas por un lado y la tribu kajar (también conocidas como kizilbash) por el otro.

## Geografía
Se encuentra en el desierto de Karakum, cerca del río Murgab, a unos 70 kilómetros al sur de la ciudad de Mari.

## Historia
Desde 1939 Turkmen-Kala ostentaba la condición de asentamiento de tipo urbano. 
En 1993, asentamiento de tipo urbano fue renombrado como Turkmengala y en 2016, se le otorgó el estatus de ciudad

## Demografía
| 1310                                   | 3322 | 4269 | 5504 | 6465 |
| (Fuente: Censo soviético de 1959-1989) |      |      |      |      |

## Infraestructura

### Transporte
Turkmengala se encuentra en la autopista P-25 que conecta Bairamali y Yolotén. Se encuentra a 16 km de la estación de tren de Yolotén, que está en la línea Mary-Serjetabat.